# Call of Duty: Black Ops II
Call of Duty: Black Ops II er et first-person shooter videospil, udviklet af Treyarch og udgivet af Activision (Square Enix i Japan). Spillet blev udgivet 13. november 2012 til Playstation 3, Xbox 360 og Microsoft Windows og den 18. november 2012 i Nordamerika og den 30. november 2012 i Europa til Wii U.
Black Ops II er den niende titel i Call of Duty-serien, og det er efterfølgeren til Call of Duty: Black Ops og er den eneste titel i Call of Duty-serien, der har fremtids krigsteknologi med.[kilde mangler] Det er også første gang i serien at historien er påvirket af spillerens valg. Et lignende spil, Call of Duty: Black Ops: Declassified bliver udgivet til PlayStation Vita.

## Generelt
Single-player delen af spillet indeholder to forbundne historier, den ene foregår i 1970'erne og 1980'erne, den anden i 2025.
Den kæmpende karakter fra Black Ops, Alex Mason vender tilbage i delen med den kolde krig hvor han kæmper som stedfortræder for sit hjemland USA. Han kæmper blandt andet i Centralamerika, Afghanistan og Angola.
I den første del af spillet vil den Nicaraguanske narko-terrorist Raul Menendez skabe sig et ry. Raul Menendez er leder af banden “Cordis Die”.
Alex Mason's ven Frank Woods er også med i den første del af spillet og han er fortælleren i 2025, i anden del af spillet.

 
 I anden del af spillet er Alex Mason's søn David hovedpersonen. Da Kina bliver ramt af et cyberangreb der er rettet mod deres børs, stopper de al eksport af sjældne jordmetaller  og det medføre til en ny kold krig mellem Kina og USA.
I denne æra er det robotter, cyberkrigsførelse og ubemandede fartøjer der bliver brugt i krig.
Raul Menendez udnytter denne situation og forsøger at bringe de to parter i regulær krig ved at øge konflikterne mellem dem.
I denne del af spillet kommer man til at spille i Los Angeles, Singapore, Socotra og Yemen.